# Bobbie goods
Bobbie Goods representa uma marca proeminente no cenário contemporâneo de produtos criativos, notavelmente reconhecida por seus livros e páginas para colorir. A marca estabeleceu-se como um universo de "personagens peculiares vivendo suas adoráveis vidas diárias" , que evoca uma sensação de conforto e felicidade através de um toque deliciosamente nostálgico. Desde a abertura de sua loja online em 2021, Bobbie Goods tem experimentado um crescimento exponencial, transformando-se de uma editora de livros para colorir em um fenômeno cultural amplamente reconhecido.
A popularidade da marca transcende faixas etárias, atraindo desde crianças até adultos que buscam imersão em um mundo de personagens fofos e peculiares. O termo "Bobbie Goods" tornou-se sinônimo de livros para colorir com traços delicados e personagens adoráveis, como ursinhos, cachorros e gatos. Este relatório visa explorar a essência de Bobbie Goods, detalhando sua identidade artística, portfólio de produtos, estratégias de marketing digital, recepção do consumidor e planos de expansão futura, fornecendo uma compreensão aprofundada de seu sucesso e impacto no mercado.